# Rosenborggade
Rosenborggade er en gade i Indre By i København, der går fra Frederiksborggade til Gothersgade. Den er opkaldt efter Rosenborg Slot, der ligger udfor enden af gaden.

## Historie
Rosenborggade blev etableret i 1650 få år efter at Gothersgade, dengang kendt som Ny Kongensgade, var blevet etableret langs den tidligere Østervold. Volden var en del af Københavns befæstning, der imidlertid var blevet omlagt med en ny Østervold langs med den nuværende Øster Voldgade.
På hjørnet af Åbenrå lå et pensionat kendt som Pjaltenborg, hvor byens allerfattigste boede. Den billigste mulighed for overnatning i den overbefolkede bygning var at tilbringe natten stående hængende på en krog med et reb under armene og en læderrem foran brystet. Den nedslidte bindingsværksbygning gik til under en brand natten mellem 25. og 26. marts 1850.

## Bygninger og beboere
Bygningen på hjørnet af Tornebuskegade (Rosenborggade 9/Tornebuskegade 1) blev oprindeligt opført for brygger Jacob Carstensen. Den blev forhøjet med to etager af garvermester Johan Julius Gram i 1846-1847. Han opførte desuden naboejendommen i nr. 7 med forhuse, baghus, sidehus og pakhus i 1847. Både nr. 7 og nr. 9 er fredede.
Bygningen i nr. 12 på hjørnet af Åbenrå kaldes for Pjaltenborg men har intet til fælles med sin forgænger udover navnet og placeringen. Den blev opført i 1851, året efter forgængerens brand. Nabobygningen i nr. 10 er fra 1901. Både nr. 10 og nr. 12 er fredede.
Nr. 15-17 er en tilbygning i nationalromantisk stil tegnet af Henning Hansen til KFUM's hovedkvarter KFUM-borgen på Gothersgade. Den oprindelige bygning blev tegnet af Jens Christian Kofoed og indviet ved KFUM's 22 års jubilæum 17. september 1900. Henning Hansen udvidede bygningen med Rosenborggadefløjen i to etaper i 1916-1918 og 1924. Bygningen husede senere Københavns Universitets Institut for Statskundskab.